# Альбрехт Шубарт
Альбрехт Шубарт (нім. Albrecht Schubart; 19 липня 1914, Гамбург — ?) — німецький офіцер-підводник, оберлейтенант-цур-зее резерву крігсмаріне.

## Біографія
В 1936 році вступив на флот. З 4 травня по 22 серпня 1936 року пройшов підготовку в 3-й роті 4-го морського запасного дивізіону у Вільгельмсгафені, після чого був звільнений у відставку. 2-30 червня 1938 року пройшов курс ППО в училищі берегової артилерії у Вільгельмсгафені, після чого знову звільнений у відставку. 4 вересня 1939 року призваний на флот. З 22 вересня 1939 по липень 1940 року — вахтовий офіцер на мінному тральникові M1105 з 11-ї флотилії мінних тральників. З жовтня 1940 року служив у флотилії оборони гавані Гаммерфеста. З серпня 1942 року — командир човна 16-ї флотилії форпостенботів у Фредеріксгавні. З 1 березня по 7 серпня 1943 року пройшов курс підводника, з 8 серпня по 15 вересня — курс позиціонування (радіовимірювання), з 16 вересня по 17 жовтня — курс командира підводного човна, після чого був направлений на будівництво підводного човна U-1002. З 30 листопада 1943 року — командир U-1002. 7 липня 1944 року направлений на будівництво U-2520. З 24 грудня 1944 року — командир U-2520. 20 квітня 1945 року переданий в розпорядження 31-ї флотилії. 8 травня 1945 року взятий в полон британськими військами. 8 липня 1945 року звільнений.

## Звання
- Рекрут (1936)
- Оберматрос резерву (22 серпня 1936)
- Матрос-єфрейтор резерву (1 квітня 1938)
- Боцмансмат резерву (4 серпня 1939)
- Штурман резерву (1 серпня 1940)
- Лейтенант-цур-зее резерву (1 травня 1941)
- Оберлейтенант-цур-зее резерву (1 квітня 1943)

## Нагороди
- Залізний хрест
  - 2-го класу (23 квітня 1940)
  - 1-го класу (12 червня 1942)
- Нагрудний знак мінних тральщиків (11 березня 1941)